# Mina Mezzadri
Mina Mezzadri (Brescia, 26 dicembre 1926 – Brescia, 19 agosto 2008) è stata una regista teatrale e drammaturga italiana, ricordata come la prima regista teatrale donna in Italia.

## Biografia
Nel 1963, a partire dal Piccolo Teatro di Brescia, fondò con Renato Borsoni la Compagnia della Loggetta (in seguito Ctb Teatro Stabile di Brescia), che avrebbe diretto sino al 1969. Con essa avrebbe messo in scena testi classici di Pirandello, Büchner, Čechov ed Eschilo, la prima assoluta di La rigenerazione di Italo Svevo (nel 1967), nonché testi contemporanei, tra cui piéce scritte di suo pugno quali Eloisa e Abelardo (1966) (sulla storia d'amore tra i due personaggi storici) e L'obbedienza non è più una virtù (1969), sulla vita di don Milani. Dopo aver lasciato la sua città natale, lavorò in città quali Genova, Milano e Cagliari, dirigendo tra gli altri Le serve di Genet, Il pellicano e Il padre di Strindberg. Rientrò a Brescia negli anni Novanta, continuando a produrre e scrivere spettacoli. Nel 1993 e nel 1994 Mezzadri diresse l'Adelchi di Manzoni, nei luoghi dove il personaggio di Ermengarda avrebbe trascorso i suoi ultimi anni. Nel 1998, mise in scena al Centro Teatrale BrescianoDon Pirlimplino, adattamento della farsa di Federico García Lorca, autore al quale aveva già dedicato un omaggio (García Lorca: parole e musica) al Conservatorio Giuseppe Verdi di Torino il 25 ottobre 1976.

## Arte
Mina Mezzadri è stata la prima donna a diventare regista teatrale in Italia ed è stata un'innovatrice nel campo, sviluppando tra gli altri il filone del teatro documento: negli anni Settanta organizzava serate a cui partecipavano specialisti e curiosi per prendere parte a dibattiti. Anche il suo lavoro di drammaturga è considerato significativo. Il suo obiettivo era realizzare un teatro libero da condizionamenti, controcorrente, in contrasto al potere, che potesse essere strumento di analisi politica e sociale.

## Eredità culturale
La sua biblioteca è stata acquisita dalla Fondazione Castello di Padernello ed è confluita nel Centro di Documentazione Teatrale Bresciano “Foppa 3” per renderne i volumi fruibili al pubblico.
All'artista è intitolato il Teatro Santa Chiara di Brescia, spazio teatrale ricavato da un ex monastero, da lei stessa inaugurato nel 1963 con una messinscena di I giganti della montagna di Luigi Pirandello.

## Premi e riconoscimenti
Nel 2007 ha ricevuto la medaglia d’oro della Città di Brescia. Nel 2008 le è stato conferito il Premio Brescianità.